# Хреновской бор
Хреновской бор — лесной массив на территории Бобровского района в юго-восточной части Воронежской области, на левом берегу реки Битюг. Здесь проходит южная граница ареала сосны обыкновенной. Перспективный природный заказник. Хреновской бор служит предметом исследований лесоводов, ботаников, энтомологов, почвоведов. Он играет огромную природоохранную роль, защищая поля от степных суховеев и предохраняя почву от эрозии.
На территории бора отмечены виды растений и животных, занесённых в Красную книгу Российской Федерации — прострел луговой, ирис безлистный, рябчик русский, ятрышник клопоносный, ятрышник шлемоносный, дозорщик-император, мнемозина, бронзовка гладкая, жук-олень, пчела-плотник, и Красную книгу Воронежской области — гвоздика пышная, прострел раскрытый, мытник мохнатоколосый, шпажник тонкий, эрезус чёрный, богомол обыкновенный, коромысло большое, красотка-девушка, сколия степная.